# Протести в Туреччині 2013
Протести в Туреччині 2013 року — протести, що розпочалися 28 травня 2013 року на площі Таксім в Стамбулі. Пізніше протести охопили також і багато інших міст Туреччини.
Протести почалися як мирний спротив вирубці парку Ґезі на центральному майдані Стамбула — Таксімі; в парку було розбито наметове містечко. Поліція спробувала знести намети, але безуспішно; відтак у ніч з 30 та 31 травня поліція атакувала намети, використовуючи сльозогінний газ та водомети, після чого затримала принаймні 60 осіб. Фото та відео брутальних дій поліції розійшлися інтернетом, тож наступного дня на вулиці вийшло більше людей, зокрема в інших великих турецьких містах (наприклад, Ізмірі, Ескішехірі, Бурсі, Мерсіні, Адані, Ізміті, Коньї, Самсуні та Бодрумі), які протестували проти насильницького розгону мирної акції.

## Причини
З 2011 року внаслідок дій провладної партії справедливості та розвитку, що має ісламістський ухил, зросли обмеження свободи слова, свободи преси та інтернету, споживання алкоголю, абортів, телевізійного контенту, а також права на вільні зібрання. Туреччина посідає 154-те місце у Рейтингу свободи слова 2013 із 179 країн.
Під час церемонії закладення мосту султана Селіма I прем'єр-міністр Реджеп Ердоган заявив: «Що б ви не робили, ми прийняли своє рішення і ми втілимо його», маючи на увазі урядове рішення про вирубку парку на майдані Таксімі для звільнення місця під відновлення Таксімських військових казарм часів Османської імперії (які було знесено 1940 року). Уряд планує відновити казарми у ідентичному з османським вигляді, а всередині розмістити торговий центр.

## Хід подій

### 28-30 травня
Вранці 28 травня група активістів, близько 50 осіб зібралася у парку Ґезі, аби запобігти його руйнуванню. Поліцейські спробували розігнати демонстрантів за допомогою гранат зі сльозогінним газом.
В ході обговорення в турецькому парламенті прем'єр-міністр Реджип Ердоган неявно обізвав батьків сучасної Туреччини Ататюрка і Ісмета Іненю пияками.
Після подій 28 травня кількість протестувальників зросла до кількох сотень, люди почали розбивати наметове містечко із твердим наміром залишатися в парку «для оборони» цілодобово. 29 травня о 12:30 за місцевим часом лідери протестувальників організували прес-конференцію для світових ЗМІ, а ввечері цього дня відбувся концерт в парку на підтримку акції.
30 травня поліцейські підрозділи здійснили кілька спроб очистити парк від мітингувальників. Проте, кількість протестувальників тільки зростала і до кінця дня сягала близько 2 тис. осіб.

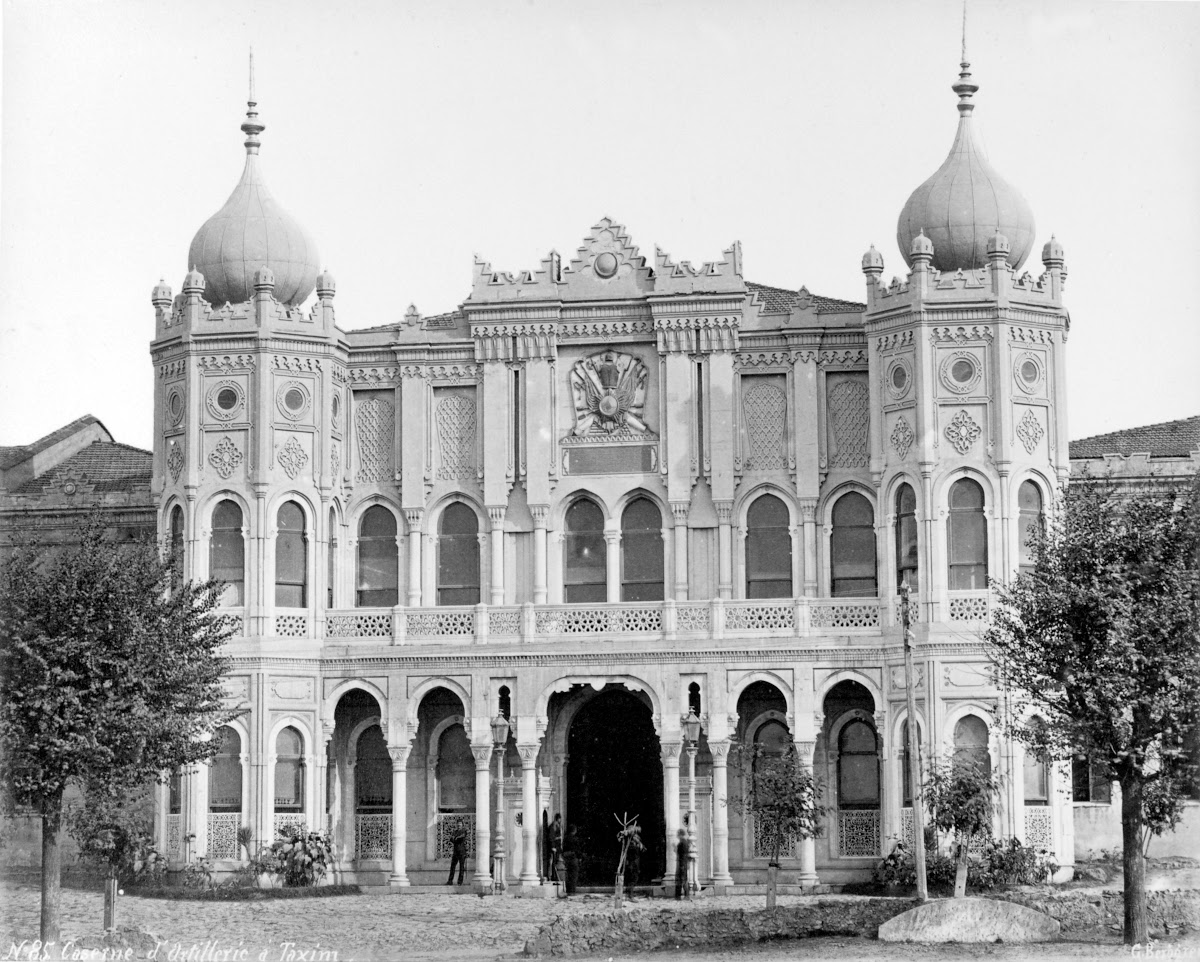
Таксимські казарми, збудовані 1806 і знесені 1940 року, які уряд має намір відновити

### 31 травня— початок червня
На світанку 31 травня протестувальники, кількість яких зросла до 2-2,5 тисяч, почали розгортати наметове містечко. Поліцейські отримали наказ на розгон демонстрації і розпочали планомірну зачистку парку із застосуванням спецзасобів (гранатометів із перцевим газом). Відео- і фотоматеріали жорстокого розгону учасників акції миттєво розійшлися інтернетом і світовими ЗМІ. Поліцейські обгородили парк по периметру металевою блоковою огорожею, аби запобігти проникненню туди демонстрантів. Близько 13:00 за місцевим часом демонстранти намагалися прорватись через огородження, але їх поліцейські їх розігнали, використовуючи водомети й перцевий газ. Поліція застосувала газ навіть усередині станції метро «площа Таксим». Протестувальники відповіли поліції градом каміння. Під кінець дня в Стамбулі було заарештовано понад 60 осіб, більше сотні зазнали серйозних поранень і ушкоджень від вдихання перцевого газу.
Масові акції протесту також відбулися в Анкарі та Ізмірі. В цих містах поліція також розганяла протестувальників водометами, сльозогінним газом і гумовими кийками.
1 червня протести охопили цілий Стамбул. 2 червня сотні протестувальників утворили барикади в Анкарі, поліція застосувала сльозогінний газ, щоб зупинити протестувальників. 3 червня лідери конфедерації профспілок держслужбовців Туреччини заявили, що організація проведе «попереджувальний» страйк 4-5 червня на підтримку масових протестів у Стамбулі та інших містах країни.
4 червня зіткнення протестувальників із поліцією тривають у Стамбулі. Місцеві новини повідомили, що мер міста Антальї відмовився надати воду з пожежних машин для поліцейських водометів. Зранку тисячі школярів в Анкарі пропустили школу, аби здійснити марш на знак протесту проти уряду Ердогана. Турецька асоціація лікарів офіційно повідомила, що кількість постраждалих у сутичках з поліцією становить більше 3000 осіб, з яких 26 перебувають у вкрай важкому (критичному) стані. Як заявив президент Туреччини Абдула Гюль, сутички демонстрантів із поліцією поширилися вже на 67 з 81 вілаєтів.
З твітеру стало відомо, що в ніч на 5 червня в Ізмірі було затримано 14 осіб, а також в десятках будинків поліція провела обшуки. Затриманих було звинувачено в «поширенні неправдивої інформації та образ».
6 червня протести в Туреччині продовжилися. Проте прем'єр-міністр Туреччини Ердоган назвав їх недемократичними, а екстремістськими. Він також заявив, що не відмовиться від планів забудови скандального парку в Стамбулі, з якого все почалося.
7 червня прем'єр-міністр Ердоган повернувся в революційну Туреччину з поїздки Північною Африкою та вимагає припинити демонстрації. На його думку, вони недемократичні та більше схожі на вандалізм.
Біля аеропорту Стамбула прем'єра зустрічали близько 10 тис. прихильників. Вони були доволі рішуче налаштовані проти революціонерів: вигукували «Ми помремо за тебе, Ердоган!» та закликали «розтрощити Таксим». Як повідомляла турецька служба ВВС, в цього дня турецькі протестувальники доволі мирно проводили акції протесту — танцювали, співали та відпочивали.
8 червня протести продовжилися на площі Таксим (Стамбул) з підтримкою прихильників основних стамбульських футбольних клубів. 11 червня поліція напала на протестуючих на площі Таксим. 16 червня протести поновилися з новою силою. На площі Таксим в Стамбулі почалися масові арешти, а поліція розганяє демонстрантів сльозогінним газом і водометами.

### Липень-серпень
7 липня сотні тисяч людей влаштували фестиваль в районі Кадикей в азійській частині Стамбула на знак протесту проти розгону поліцією антиурядових демонстрацій по всій країні.
13 липня в Стамбулі поліція жорстко розігнала акцію протесту. Акція, організована профспілковим об'єднанням архітекторів та інженерів, проходила в центрі вулиці Істікляль приблизно в 400 метрах від Таксимо. Їх представники зачитали звернення, в якому опротестували рішення влади позбавити профспілку можливості впливати на містобудівні плани. Спочатку мітинг декількох сотень членів профспілки і безлічі інших маніфестантів йшов спокійно, проте потім почалися зіткнення. Натовп скандував антиурядові гасла, заявивши, що «це тільки початок, боротьба триває». Після заклику поліції покинути вулицю Істікляль деяка частина мітингувальників розійшлася . Однак кілька невеликих груп спробували прорватися до площі через провулки . Поліція застосувала проти них водомети і сльозогінний газ.
У Антак'ї в районі Армутлу проходила акція в пам'ять про двох загиблих в результаті безладів місцевих жителів. На неї прийшли кілька сотень людей. Поліцейські намагалися вигнати з вулиць протестуючих, але населення продовжувало мітингувати . В Анкарі дві групи маніфестантів зібралися на проспекті Дикмен та проспекті Кеннеді, який виходить до посольства США . Поліція ще вдень підтягла сюди автобуси із співробітниками спецназу і водомети. Періодично невеликі групи маніфестантів з'являються в провулках, звідки їх активно витісняє поліція. Також акції пам'яті загиблих у заворушеннях пройшли в Антальї , Ескішехірі і Газіантепі, але в цих містах втручання поліції не було потрібно.
20 липня поліція в Стамбулі розігнала натовп з площі Таксим за допомогою водометів. Раніше на проспекті Істікляль водометами витіснили натовп демонстрантів, які планували пройти до парку Гезі. Вони скандували гасло «Це тільки початок, боротьба триває». Зібратися в парку на форум закликали своїх прихильників активісти громадських організацій. Поліцейські оточили Гезі і перекрили вихід з Істікляль, а після декількох закликів розійтися застосували водомети.
22 липня регіональний адміністративний суд Стамбула задовольнив апеляцію міністерства культури і туризму Туреччини, дозволивши вирубку дерев у парку Гезі для будівництва торгового центру, повідомляють турецькі ЗМІ. Коли саме було прийнято рішення суду, не повідомляється. Таким чином, було скасовано рішення шостого адміністративного суду Стамбула, який розглядав цю справу двічі.
3 серпня поліція Стамбула посилила заходи безпеки на площі Таксим у зв'язку з очікуваною масовою акцією протесту. Автомобільний рух навколо парку Гезі і через площу не блокується, але на тротуарах чергують правоохоронці в цивільному, а на вихідному до Таксимо пішохідному проспекті — машина з водометом і спецназівці . Такі заходи пов'язані з тим, що напередодні в соцмережах був поширений заклик зібрати на площі до мільйона людей.
Незважаючи на це, групи молодих людей вирішили пройти через оточення . Службам безпеки довелося застосувати жорсткі заходи. Поліція Стамбула розігнала демонстрацію опозиції водометами та сльозогінним газом. У антиурядовому мітингу брали участь сотні людей . Вони намагалися пройти на площу Таксим, але правоохоронці їх не пустили. Противники партії влади і прем'єра Тайіпа Ердогана і раніше вимагають його відходу і розпуску турецького кабміну.

## Фото

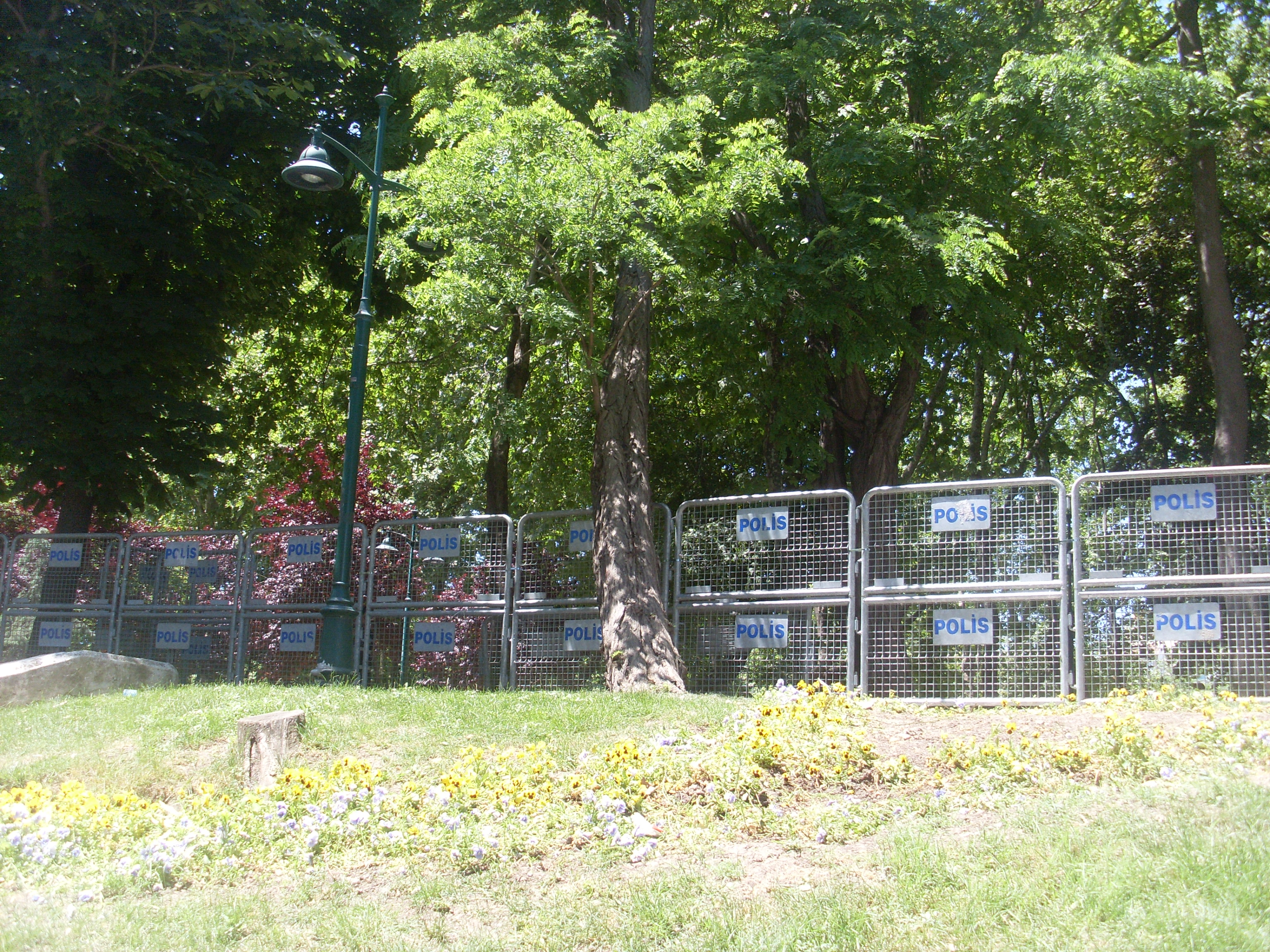
Барикади, які встановила поліція, навколо парку Ґезі.
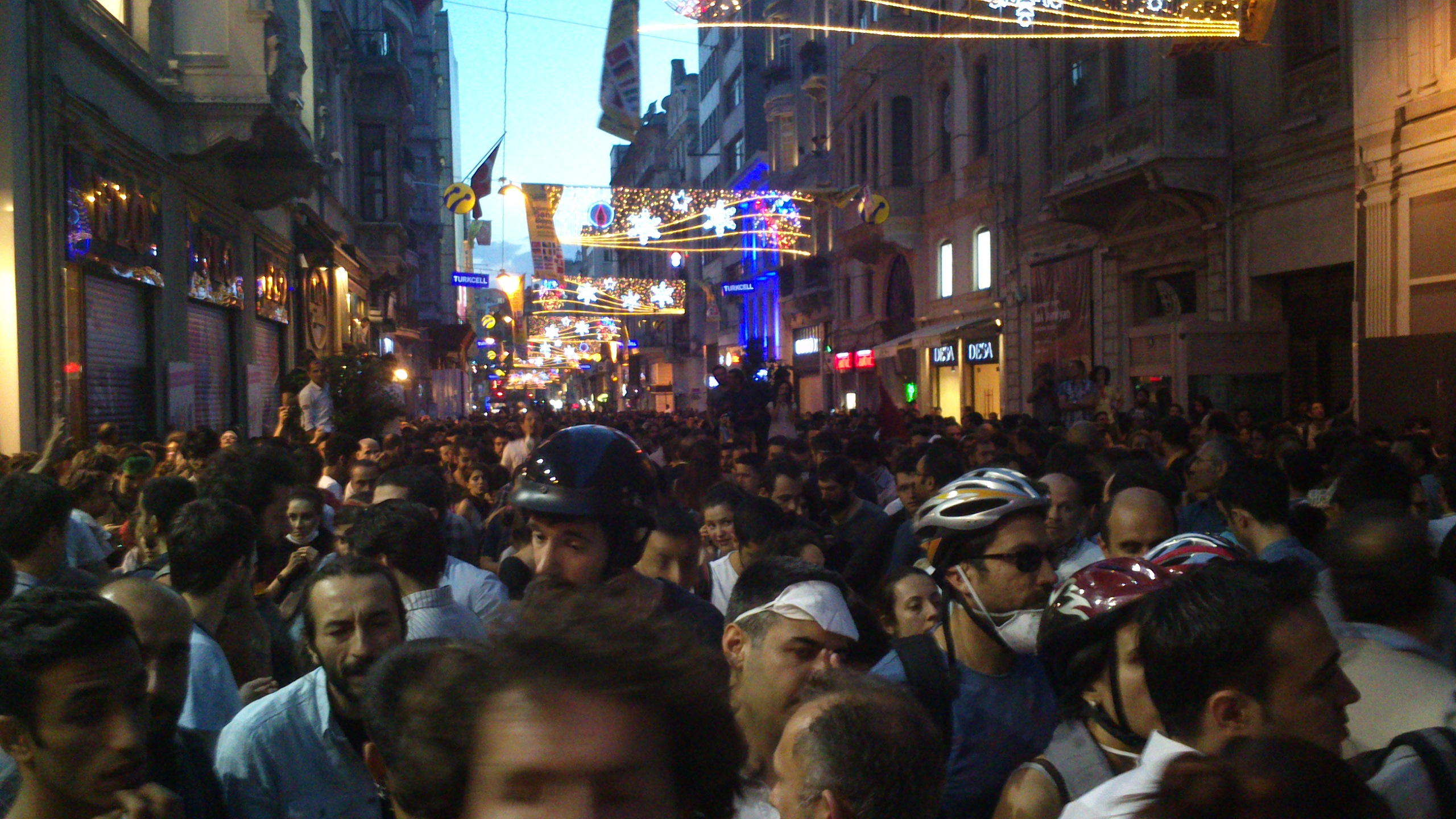
Істіклял Джаддесі (простект Незалежності) ввечері 31 травня.
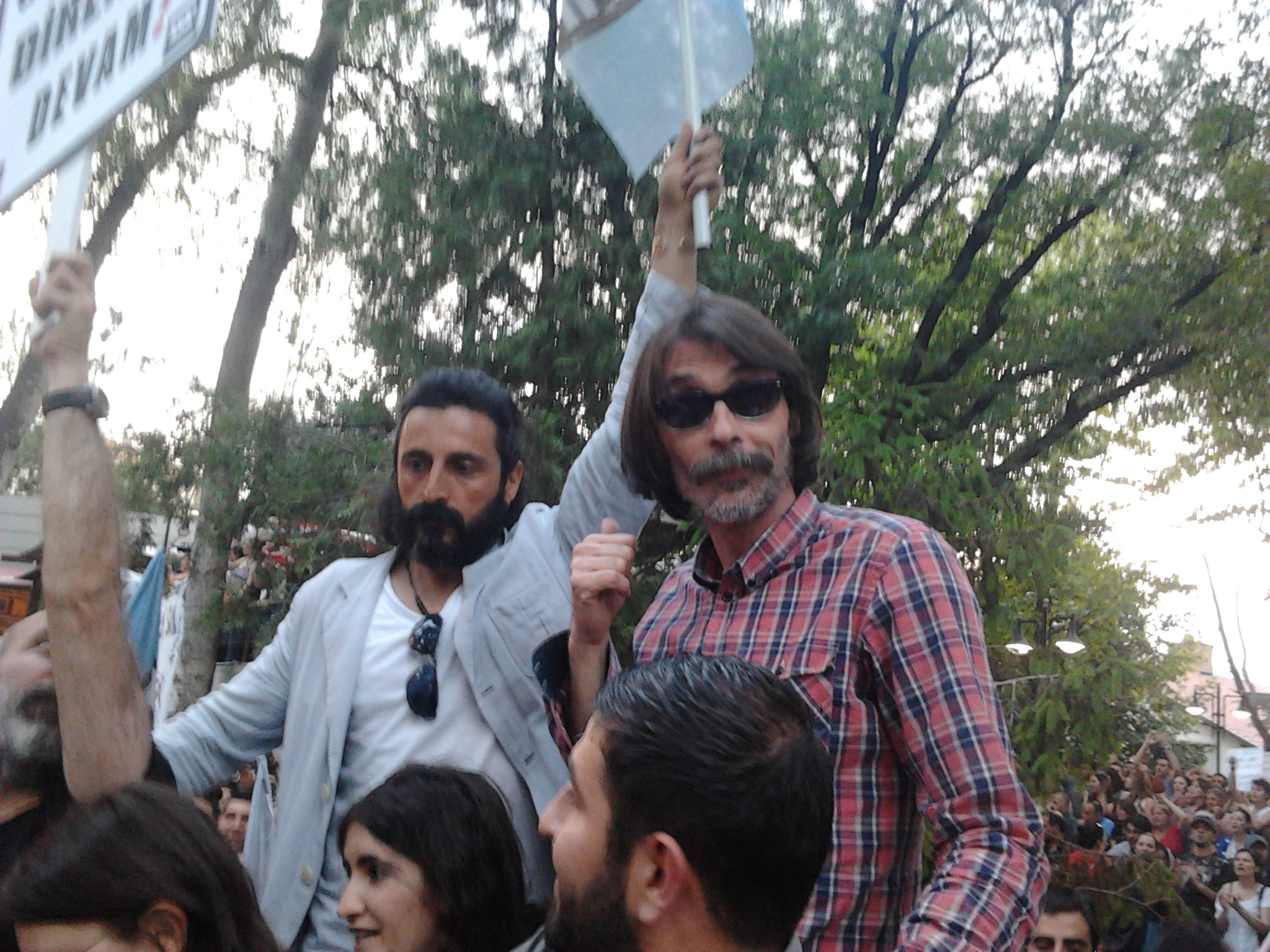
Актор Ердал Бешикчиоглу серед протестувальників.
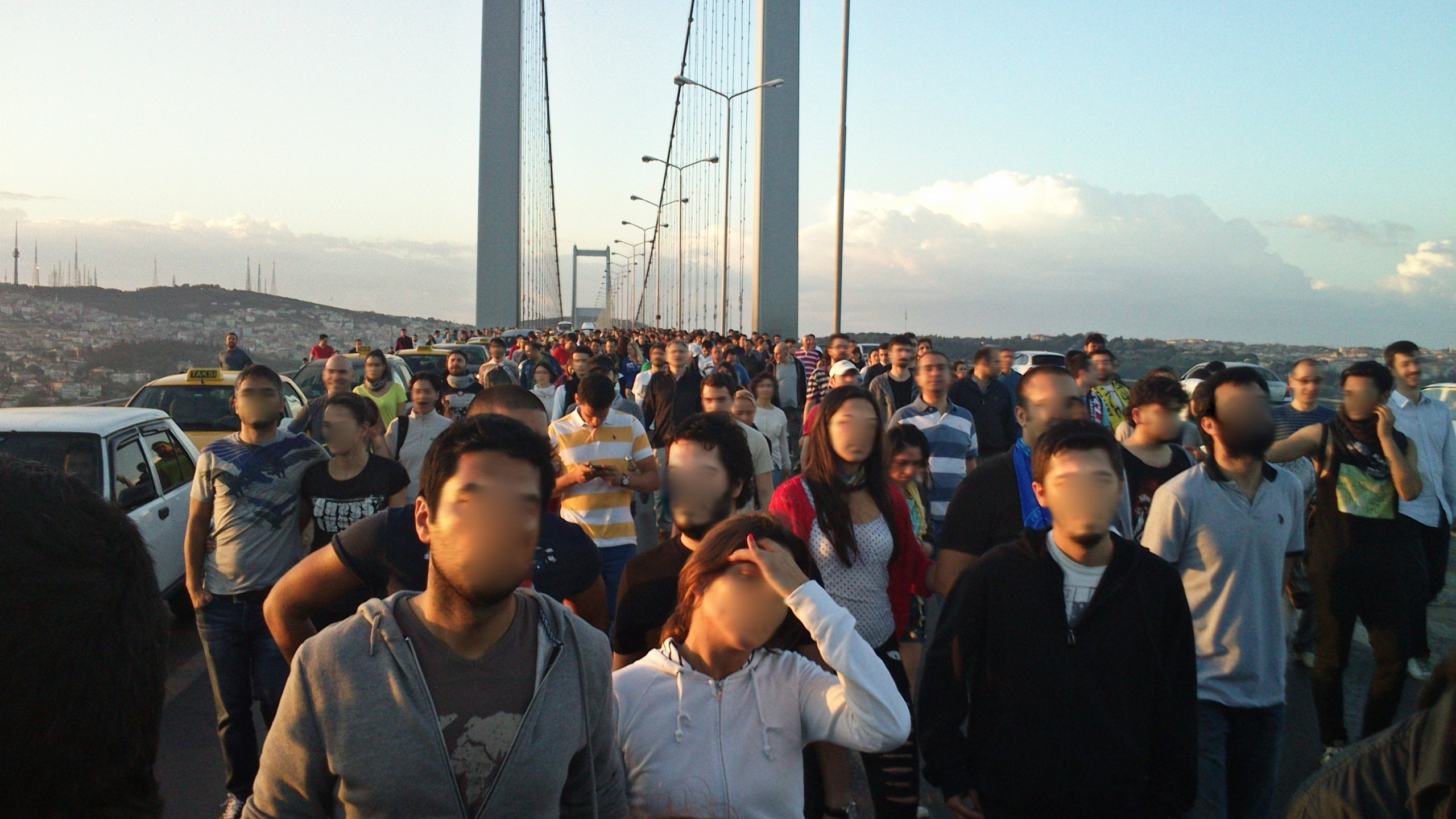
Люди зібралися біля мосту в районі Бешикташ 1 червня о 6:00.
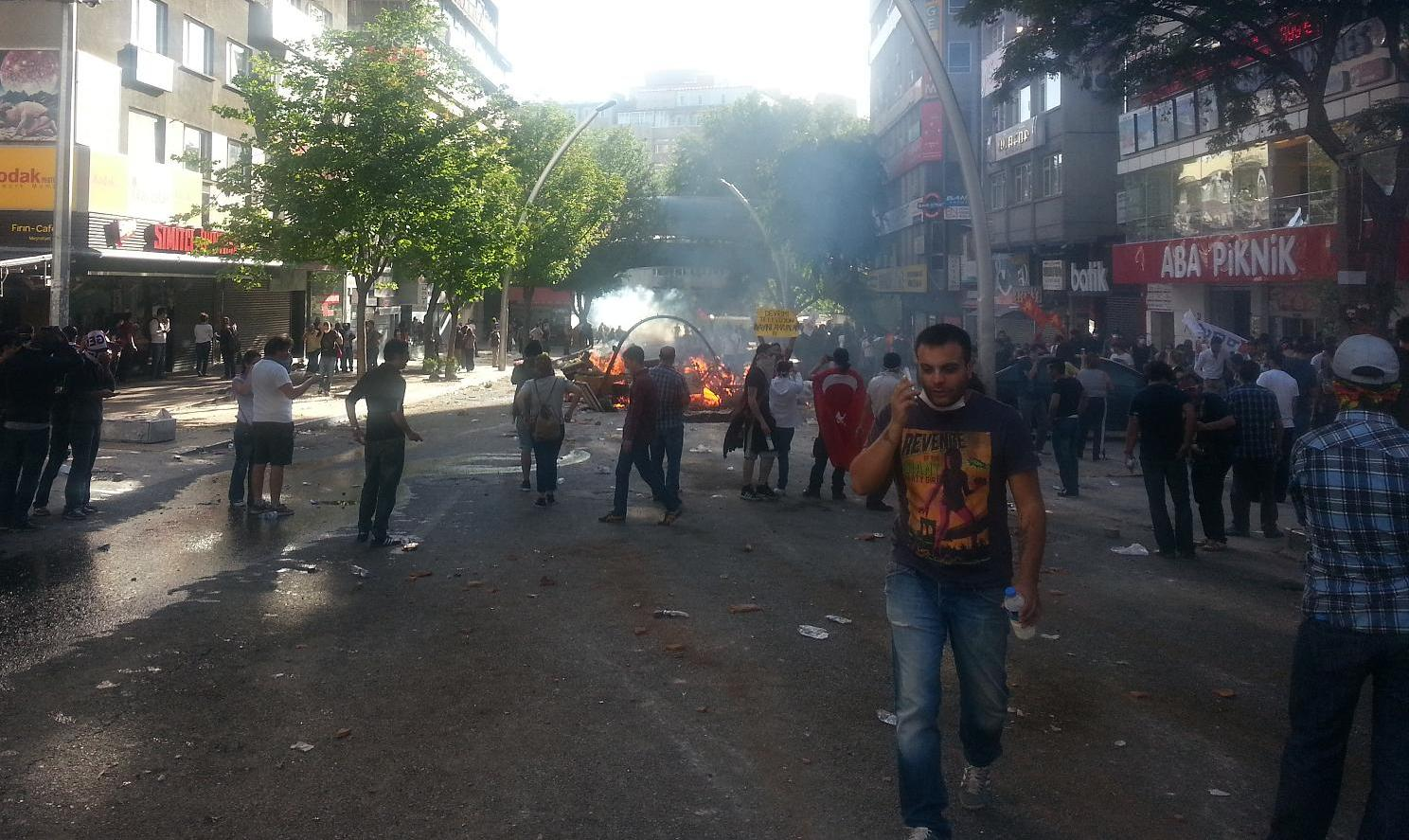
Протестувальники в Анкарі.
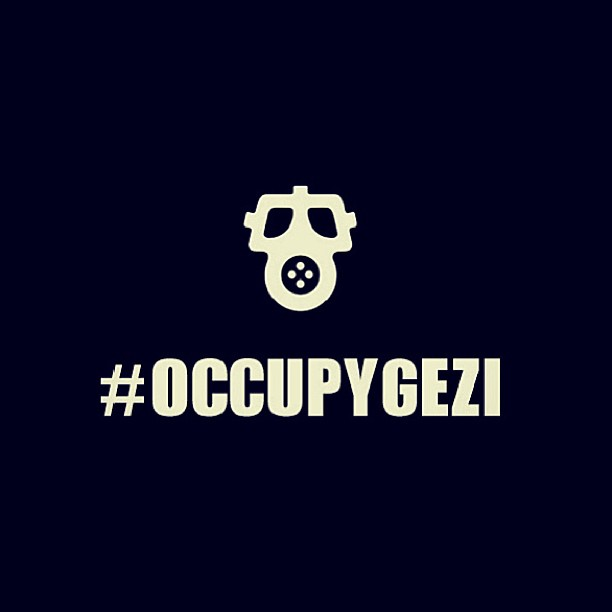
Деякі протестувальники стилізували свою акцію як #OccupyGezi («Захопи Ґезі» — аналог до «Захопи Волл-стріт»).
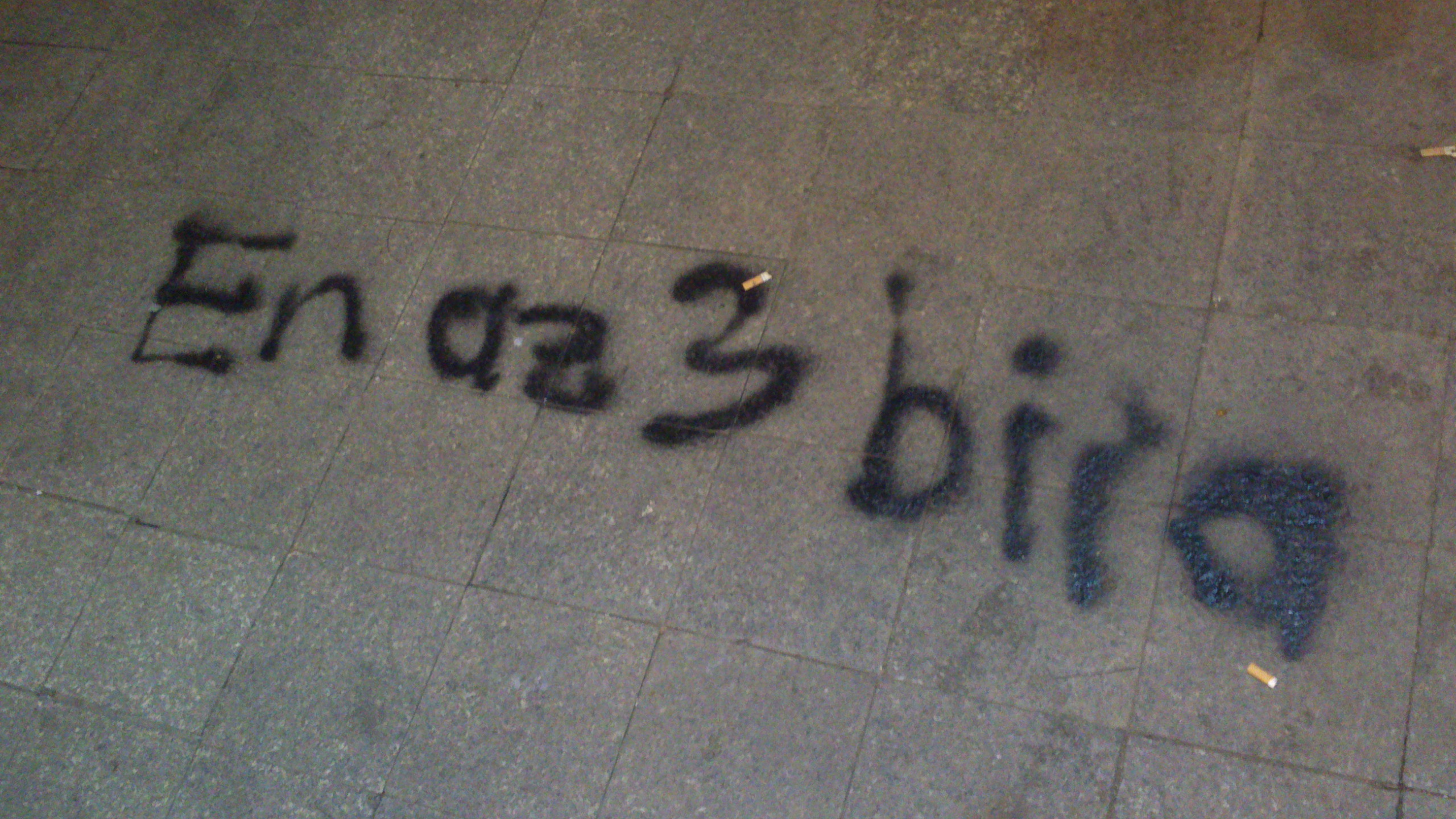
«Хоч би три пива» — графіті, що пародіює урядову політику щодо алкоголю та дітей.

## Міжнародна реакція
- Європейська комісія зробила заяву щодо подій: «Ми засуджуємо будь-яке надмірне та непропорційне застосування сили».
- ООН висловила стурбованість щодо надмірного застосування сили співробітниками правоохоронних органів відносно протестуючих в Туреччині.[40]
- Міністерство закордонних справ Великої Британії засудило безладне використання сльозогінного газу, додавши «Ми заохочуємо турецьку владу поважати права на мирний протест і свободу зібрань, які є фундаментальними правами людини в будь-якому демократичному суспільстві».
- Прем'єр-міністр Іраку Нурі аль-Малікі підтвердив на своєму сайті, що його уряд турбується про безпеку, пов'язану з ситуацією: «Ми вважаємо, що вдаючись до насильства, це розширить коло [насильства] … у регіоні, ми закликаємо до стриманості».
- Державний департамент США висловив занепокоєння: «Ми віримо, що довготривала турецька стабільність, безпека та справедливість найкраще гарантовані за умови відстоювання фундаментальних свобод вираження, зборів та об'єднання, що, здається, ці люди зараз і роблять».
- Міністр закордонних справ Нідерландів 3 червня висловив жаль, що проти протестувальників було застосовано надмірну силу, і висловив підтримку деяким занепокоєнням демонстрантів щодо свободи слова і медіа.
- Сирійський інформаційний міністр Омран Зоубі розкритикував способи боротьби прем'єр-міністра Тайіпа Ердогана з масовими протестами в Туреччині.[41]